# Blizzard Entertainment
Blizzard Entertainment, Inc. một công ty phát triển và phát hành trò chơi điện tử của Mỹ được thành lập tháng 2 năm 1991 với tên Silicon & Synapse bởi ba cử nhân của UCLA, Michael Morhaime, Allen Adham và Frank Pearce. Công ty đóng trụ sở tại Irvine, California, bắt đầu tự phát triển những phần mềm đầu tiên từ năm 1993 với những game như Rock N' Roll Racing và The Lost Vikings. Vào năm 1994, công ty đổi tên thành Blizzard Entertainment Inc trước khi rơi vào tay nhà phân phối Davidson & Associates. Ngay sau đó, Blizzard xuất xưởng game đình đám đầu tiên Warcraft: Orcs and Humans. Từ đó, lần lượt cho ra đời các game khác gặt hái được không ít thành công trên hệ máy Máy tính cá nhân, bao gồm Warcraft, Starcraft và Diablo, và MMORPG World of Warcraft.
Vào ngày 9 tháng 7 năm 2008, Activision chính thức sáp nhập với Vivendi Games. Từ đó Blizzard trở thành tên của công ty chủ quản, và có đội ngũ nhân sự độc lập.

## Lịch sử

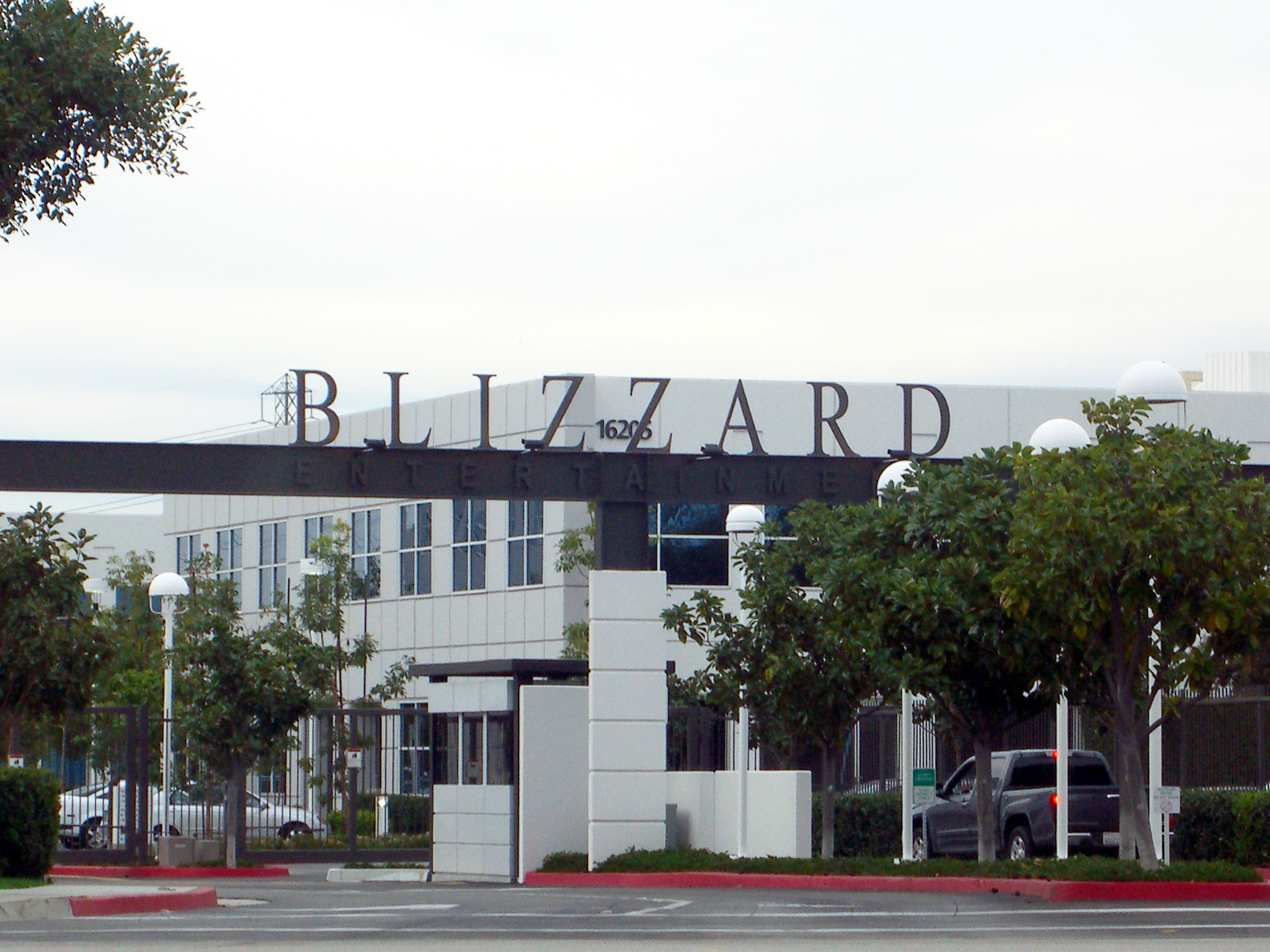
Trụ sở chính của Blizzard_Entertainment đặt tại Irvine, California.

Blizzard Entertainment được sáng lập bởi Michael Morhaime, Allen Adham và Frank Pearce dưới tên Silicon & Synapse vào tháng 2 năm 1991, một năm sau đó cả ba người nhận được bằng cử nhân của UCLA. Trong những ngày đầu tập trung vào sản xuất game ports cho xưởng. Ports đã có tựa đề J.R.R. Tolkien's The Lord of the Rings, Vol. I và Battle Chess II: Chinese Chess. Năm 1993, công ty đã phát triển những game như Rock N' Roll Racing và The Lost Vikings (được phát hành bởi Interplay Productions). Năm 1994, công ty thu gọn tên thành Chaos Studios, trước khi quay lại với tên Blizzard Entertainment sau khi phát hiện ra là đã có một công ty khác cũng lấy tên là Chaos. Cùng năm ấy, Họ chuyển quyền điều hành cho Davidson & Associates với giá dưới 10 triệu Đô la Mỹ. Sau đó không lâu, Blizzard đã ra game đỉnh đầu tiên Warcraft: Orcs and Humans.
Blizzard đã chuyển chủ sở hữu nhiều lần kể từ: Davidson rồi Sierra Entertainment và CUC International năm 1996. Năm 1998, ngày càng thấy được rằng CUC gian lận trước khi sáp nhập; Cổ phiếu của Cendant mất 80% giá trị trong vỏn vẹn 6 tháng kể từ khi dính scandal. Công ty đã bán Sierra Entertainment bao gồm cả Blizzard cho công ty phát hành Pháp Havas vào năm 1998, cũng năm đó Havas bị mua lại bởi Vivendi. Blizzard lại trở thành công ty con của tập đoàn Vivendi Games. Vào tháng 7 năm 2008, Vivendi Games sáp nhập với Activision, sử dụng Blizzard's là tên công ty, Activision Blizzard.
Năm 1996, Blizzard mua được Condor Games, đội mà đã gia công Diablo cho Blizzard thời điểm đó. Condor được đổi tên thành Blizzard North, và kể từ đó, phát triển game Diablo, Diablo II, và sáu bản mở rộng của Diablo II: Lord of Destruction. Blizzard North có trụ sở tại San Mateo, California và Redwood City, California.
Blizzard phát triển mạng Battle.net vào tháng 1 năm 1997 mới đầu đề phục vụ Diablo Năm 2004, Blizzard mở thêm một văn phòng tại Paris ngoại ô Vélizy, Yvelines, Pháp, chịu trách nhiệm hỗ trợ cho game World of Warcraft. Ngày 23 tháng 11 năm 2004, Blizzard tung ra World of Warcraft, đây là game dạng MMORPG. Ngày 16 tháng 5 năm 2005, Blizzard mua được Swingin' Ape Studios, đội này phát triển StarCraft: Ghost.
World of Warcraft game thứ 4 được phát hành về thể loại game viễn tưởng Warcraft universe, mà tiên phong là Warcraft: Orcs & Humans Blizzard ra mắt World of Warcraft vào ngày 2 tháng 9 năm 2001. Game được phát hành chính thức vào 23 tháng 11 năm 2004, kỷ niệm 10 năm ra đời Warcraft.
Với hơn 11,5 triệu tài khoản đang chơi tại thời điểm tháng 12 năm 2008, World of Warcraft trở thành game MMORPG thành công nhất mọi thời đại, và giữ kỷ lục Guinness vào tháng 4 năm 2008, World of Warcraft chiếm 62 phần trăm thị phần game MMORPG. Năm 2008, Blizzard đã nhận giải thưởng Technology & Engineering Emmy Award vì đã sáng tạo ra World of Warcraft. Mike Morhaime đã lên nhận giải.

## Các Game đã phát hành
| Tên                                                         | Năm phát hành | Thế loại                                   |
| ----------------------------------------------------------- | ------------- | ------------------------------------------ |
| RPM Racing                                                  | 1991          | Game đua xe                                |
| Battle Chess (Windows and Commodore 64 ports)               | 1992          | Cờ                                         |
| Battle Chess II: Chinese Chess (Amiga port)                 | 1992          | Cờ                                         |
| J.R.R. Tolkien's The Lord of the Rings, Vol. I (Amiga port) | 1992          | role-playing game                          |
| Castles (Amiga port)                                        | 1992          | Game chiến thuật                           |
| MicroLeague Baseball (Amiga port)                           | 1992          | Thể thao                                   |
| Lexie-Cross (Macintosh port)                                | 1992          | Game show                                  |
| Dvorak on Typing (Macintosh port)                           | 1992          | Giáo dục                                   |
| The Lost Vikings                                            | 1992          | platform game                              |
| Rock N' Roll Racing                                         | 1993          | Game đua xe                                |
| Shanghai II: Dragon's Eye                                   | 1994          | bài mahjong                                |
| Blackthorne                                                 | 1994          | cinematic platform game                    |
| The Death and Return of Superman                            | 1994          | side-scrolling beat 'em up                 |
| Warcraft: Orcs & Humans                                     | 1994          | game viễn tưởng chiến thuật thời gian thực |
| The Lost Vikings II                                         | 1995          | platform game                              |
| Justice League Task Force                                   | 1995          | Game câu cá                                |
| Warcraft II: Tides of Darkness                              | 1995          | game viễn tưởng chiến thuật thời gian thực |
| Warcraft II: Beyond the Dark Portal                         | 1996          | Bản mở rộng                                |
| Diablo                                                      | 1997          | action role-playing game                   |
| StarCraft                                                   | 1998          | game viễn tưởng chiến thuật thời gian thực |
| StarCraft: Brood War                                        | 1998          | Bản mở rộng                                |
| Warcraft II: Battle.net Edition                             | 1999          | game viễn tưởng chiến thuật thời gian thực |
| Diablo II                                                   | 2000          | action role-playing game                   |
| Diablo II: Lord of Destruction                              | 2001          | Bản mở rộng                                |
| Warcraft III: Reign of Chaos                                | 2002          | game viễn tưởng chiến thuật thời gian thực |
| Warcraft III: The Frozen Throne                             | 2003          | Bản mở rộng                                |
| World of Warcraft                                           | 2004          | MMORPG set in the Warcraft universe.       |
| World of Warcraft: The Burning Crusade                      | 2007          | Bản mở rộng                                |
| World of Warcraft: Wrath of the Lich King                   | 2008          | Bản mở rộng                                |
| StarCraft II: Wings of Liberty                              | 2010          | chiến thuật thời gian thực                 |
| World of Warcraft: Cataclysm                                | 2010          | Bản mở rộng                                |
| Diablo III                                                  | 4/2013        | action role-playing game                   |
| StarCraft II: Heart of the Swarm                            | 12/3/2013     | Bản mở rộng                                |
| StarCraft II: Legacy of the Void                            | 2015          | Bản mở rộng                                |
| Hearthstone: Heroes of Warcraft                             | 2014          | Digital CCG                                |
| Heroes of the Storm                                         | 2015          | MOBA                                       |
| Overwatch                                                   | 2015          | Bắn súng góc nhìn người thứ nhất           |
| World of Warcraft: Legion                                   | 2016          | Bản mở rộng                                |
| StarCraft: Ghost                                            | Đã bị hủy bỏ  | Bắn súng góc nhìn người thứ ba             |
| Warcraft Adventures: Lord of the Clans                      | Đã bị hủy bỏ  | Game phiêu lưu                             |

- Tất cả những game đang được công ty chú trọng đều được tô đậm.

## Liên kết
1. ↑  "Company Profile". Blizzard Entertainment. Bản gốc lưu trữ ngày 20 tháng 2 năm 2008. Truy cập ngày 21 tháng 8 năm 2007.
2. ↑  Gamasutra Staff (ngày 17 tháng 9 năm 2009). "GDC Austin: An Inside Look At The Universe Of Warcraft". Gamasutra. Truy cập ngày 18 tháng 9 năm 2009.
3. ↑  Vivendi Universal (ngày 10 tháng 7 năm 2008). "Activision_Blizzard_Close_English" (PDF). Vivendi Universal. Truy cập ngày 20 tháng 8 năm 2010.
4. 1 2  M. Abraham (ngày 6 tháng 11 năm 2006). "UCLA Engineering Celebrates Accomplishments at Annual Awards Dinner". UCLA Henry Samueli School of Engineering and Applied Science. Bản gốc lưu trữ ngày 3 tháng 9 năm 2009. Truy cập ngày 22 tháng 9 năm 2007.
5. ↑  "Blizzard Entertainment 10th Anniversary Celebration". Blizzard Entertainment. Lưu trữ bản gốc ngày 26 tháng 1 năm 2002. Truy cập ngày 22 tháng 9 năm 2007.
6. 1 2 3 4 5 6  "Blizzard Timeline". Blizzard Entertainment. Bản gốc lưu trữ ngày 23 tháng 12 năm 2007. Truy cập ngày 24 tháng 8 năm 2010.
7. ↑  "Ported của Blizzard Entertainment Inc". Mobygames. Bản gốc lưu trữ ngày 28 tháng 2 năm 2008. Truy cập ngày 24 tháng 8 năm 2010.
8. ↑  Morhaime, Mike (ngày 22 tháng 11 năm 2002). "Blizzard Insider" (url) (Phỏng vấn). Phỏng vấn viên Blizzard Insider. Lưu trữ bản gốc ngày 11 tháng 2 năm 2003. Truy cập ngày 23 tháng 6 năm 2007. {{Chú thích phỏng vấn}}: Đã bỏ qua tham số không rõ |program= (trợ giúp); Đã định rõ hơn một tham số trong |subject= và |last= (trợ giúp)
9. ↑  This excludes Bản mở rộngs and the cancelled Warcraft Adventures: Lord of the Clans.
10. ↑  "Blizzard Entertainment ra mắt World of Warcraft". Bản gốc lưu trữ ngày 3 tháng 11 năm 2007. Truy cập ngày 24 tháng 8 năm 2010.
11. ↑  Cavalli, Earnest (ngày 23 tháng 12 năm 2008). "World of Warcraft Hits 11.5 Million Users". Wired. Truy cập ngày 3 tháng 11 năm 2009.
12. ↑  "World of warcraft subscriber base reaches 11.5 million worldwide". Blizzard Entertainment.
13. ↑  "World of Warcraft: Wrath of the Lich King Shatters Day-1 Sales Record". Blizzard Entertainment. ngày 20 tháng 11 năm 2008. Truy cập ngày 20 tháng 11 năm 2008.
14. ↑  "MMOG Active Subscriptions 21.0", MMOGCHART.COM, ngày 29 tháng 6 năm 2006.
15. ↑  "GigaOM Top 10 Most Popular MMOs". Bản gốc lưu trữ ngày 1 tháng 7 năm 2010. Truy cập ngày 24 tháng 8 năm 2010.
16. ↑  Glenday, Craig (2009). Craig Glenday (biên tập). Guinness World Records 2009. GUINNESS WORLD RECORDS . Random House, Inc. tr. 241. ISBN 0553592564, 9780553592566. Truy cập ngày 18 tháng 9 năm 2009. Most popular MMORPG game(sic) In terms of the number of online subscribers, World of Warcraft is the most popular Massively Multiplayer Online Role-Playing Game (MMORPG), with 10 million subscribers as of January 2008. {{Chú thích sách}}: Kiểm tra giá trị |isbn=: ký tự không hợp lệ (trợ giúp)
17. ↑  Williams, Becky (ngày 24 tháng 8 năm 2009). "Video: Backstage at BlizzCon 2009:Thousands of World of Warcraft fans descend on southern California for Blizzard's epic gaming convention". Telegraph.co.uk. Truy cập ngày 18 tháng 9 năm 2009. Set in the fantasy world of Azeroth it currently holds the Guinness World Record for the most popular MMORPG, which probably accounts for why Blizzard is the most bankable games publisher in the world.
18. ↑  Langshaw, Mark (ngày 6 tháng 6 năm 2009). "Guinness announces gaming world records". Digital Spy Limited. Truy cập ngày 18 tháng 9 năm 2009. Blizzard's Mike Morhaime and Paul Sams were handed awards for World Of Warcraft and Starcraft, which won Most Popular MMORPG and Best Selling PC Strategy Game respectively.
19. ↑  "Guinness World Records Gamer's Edition - Records - PC Gaming". Bản gốc lưu trữ ngày 5 tháng 4 năm 2008. Truy cập ngày 24 tháng 8 năm 2010. World of Warcraft is the most popular MMORPG in the world with nearly 10 million subscribers around the world.
20. ↑  "MMOG Subscriptions Market Share April 2008". mmogchart.com, Bruce Sterling Woodcock. ngày 1 tháng 4 năm 2008. Truy cập ngày 24 tháng 9 năm 2008.
21. 1 2 3 4  "A Decade of Blizzard". IGN. ngày 1 tháng 2 năm 2001. Truy cập ngày 7 tháng 7 năm 2008. Commodore 64 Battle Cờ, Windows Battle Cờ, Amiga Battle Cờ II, Amiga Lord of the Rings, and Windows Shanghai were some of our early projects.
22. 1 2 3 4  "Company Profile". Blizzard Entertainment. Truy cập ngày 7 tháng 7 năm 2008. Prior to the release of Warcraft: Orcs & Humans, Blizzard served as a third-party developer, creating entertainment software for various platforms, including DOS, Macintosh, Sega Genesis, and Super Nintendo. The company's best-known titles from this era include Rock 'n Roll Racing, The Lost Vikings, Blackthorne, and The Death and Return of Superman.
23. ↑  "Blizzard North: Condor and Diablo". Blizzard Entertainment. Lưu trữ bản gốc ngày 22 tháng 2 năm 2002. Truy cập ngày 24 tháng 8 năm 2010.

### Company and corporate
- Blizzard's website
- Blizzard UK's website
- Battle.Net website
- 2008 Worldwide Invitational Lưu trữ ngày 19 tháng 1 năm 2010 tại Wayback Machine

### The Bnetd case
- "Blizzard's official statement on battle.net emulators". Lưu trữ bản gốc ngày 24 tháng 10 năm 2007. Truy cập ngày 24 tháng 8 năm 2010.
- A rebuttal to Blizzard's official emulation statement Lưu trữ ngày 9 tháng 3 năm 2009 tại Wayback Machine
- Yale LawMeme's analysis of the case Lưu trữ ngày 18 tháng 9 năm 2013 tại Wayback Machine
- EFF page on case